# McClatchy
The McClatchy Company est une entreprise américaine de presse écrite basée à Sacramento, Californie.

## Histoire
En 1998, The McClatchy Company acquiert le Star Tribune, un quotidien publié à Minneapolis, pour 1,2 milliard de dollars.
Le 13 mars 2006, The McClatchy Company acquiert le  groupe de presse Knight Ridder, pour 4,5 milliards de dollars en plus d'une reprise de dettes de deux milliards de dollars,. À la suite de cette opération The McClatchy Company, vend pour un milliard de dollars plusieurs journaux acquis, dont le San Jose Mercury News, le Akron Beacon Journal et le St. Paul Pioneer Press (en), à MediaNews Group (en), afin réduire le financement nécessaire à l'acquisition,. MediaNews Group vend à son tour des actifs à Hearst Corporation pour financer l'opération.
En décembre 2006, The McClatchy Company revend le Star Tribune au fonds d'investissement Avista Capital Partners pour 530 millions de dollars, dans le but de bénéficier de déductions fiscales liées à la vente des journaux qu'il a acquis la même année.
En février 2020, McClatchy est placé sous le régime américain des faillites.